# Ascurisoma
Ascurisoma is een monotypisch geslacht van spinnen uit de  familie van de Thomisidae (krabspinnen).

## Soort
- Ascurisoma striatipes Simon, 1897